# Озренски корпус ЈВуО
Озренски корпус (Горски штаб 600) је једна од најзначајнијих јединца ЈВуО на територији окупиране Југославије током трајања Другог светског рата.
Корпус је формиран након завршетка велике битке на Озрену на врху званом Краљица. Одред је у овој бици изгубио неколико истакнутих руководиоца и на десетине бораца, стекао велики број рањеника. Партизани су након битке на Сутјесци, јуна 1943. године, неколико пута опседали Озрен тражећи у њему базу за попуњавање својих проређених редова. Пролетерска бригада кренула је ка северу Босне, на Озрен, са циљем да се за пораз од окупатора, реваншира четницима. Била је то друга по реду наредба Јосипа Броза да се Озрен очисти од четника. Са тим циљем организован је низ атентата на озренске четничке команданте од стране комунистичких активиста.
Због тога је дошло до отвореног сукоба двају покрета. Тешке борбе, често прса у прса трајали су дуго, уз велике губитке са обе стране. Заробљени партизани су остали у четничким формацијама до краја рата. То су махом били насилно мобилисани Срби из западне Босне. Након десетодневних окршаја четници су успели да разбију партизанске снаге и натерају их у бекство и поново ослободе територију коју су задржали до краја рата.
Непосредно након битке на врху Краљица одржано је војно-политичко саветовање под руководством команданта Тодића. Саветовању су присуствовали сви команданти и командири са Озрена. Под директивом Врховне команде са Равне Горе извршена је реорганизација Озренског четничког одреда и тада је на Озрену формиран Озренски Корпус. За команданта Озренског четничког корпуса, оснаженог са неколико стотина добровољаца изабран је Цвијетин Тодић.
Корпус се састојао из више бригада и батаљона.
Позната села Озренског корпуса:Текућица, Горња Пакленица и Доња, Стријежевица и Придјел.